# 井川博
井川 博（いかわ ひろし、1914年9月23日 - ）は、日本の機械工学者。大阪大学名誉教授。工学博士（大阪大学）。大阪工業大学工学部機械工学科元教授。溶接学会第31期会長・名誉員。
専門は、溶接工学・接合工学、材料工学・金属工学。

## 略歴
大学卒業後、1944年大阪帝国大学工学部に新設された溶接工学科に助教授として着任し、岡田實と共に第一講座を担当。
1961年、工学博士（大阪大学）。その後、大阪大学工学部溶接工学科教授、第二講座（溶接冶金学）を担当。
1979年、大阪大学退官。同年、大阪工業大学工学部機械工学科教授。
1984年、同大学退職。
大阪大学および大阪工業大学にて、溶接工学・接合工学の研究・育成に貢献した。溶接に関する学術に顕著な功績が認められ、「溶接学会賞」（1980年）を受賞、溶接学会名誉員となった。
主な所属学会は、溶接学会、日本鉄鋼協会、日本金属学会など。
主な著書は、耐熱鋼・耐熱材料の溶接 第14巻（共著、産報出版1978、学術書）。溶接技術ハンドブック（共同執筆、朝倉書店1957）。

## 主な研究
- 井川博『クロム・ニッケルオーステナイト系溶接棒による異材溶接の基礎的研究』 大阪大学〈工学博士 報告番号不明〉、1961年。NAID 500000320614。
- Ni 基耐熱超合金の溶接性に関する研究 KAKEN 研究課題/領域番号 X43120-----58019, 1968
- 井川博、大重広明、伊達洋彦「再結晶式の溶接条件選定への応用」『溶接学会誌』第50巻第1号、1981年、83-87頁、doi:10.2207/qjjws1943.50.83。
- 井川博、中尾嘉邦、西本和俊、寺島三夫「高純度30Cr-2Mo鋼の溶接部のぜい化：高純度フェライト系ステンレス鋼の溶接冶金現象に関する研究(第1報)」『溶接学会誌』第48巻第12号、1979年、1054?1059、doi:10.2207/qjjws1943.48.1054。
- マルエージング鋼の溶接冶金的研究 KAKEN 研究課題/領域番号 X42440-----58317, 1967